# Jordan Collier
Jordan Collier es un personaje ficticio de la serie The 4400 (Los 4400) de la cadena USA Network, interpretado por Billy Campbell.

## Historia
Jordan Collier es un empresario multimillonario que desapareció el 10 de abril de 2002 en Seattle

### Primera temporada
Tras el regreso de los 4400, Jordan Collier se convierte en su representante público para tratar de limpiar la imagen de sus compañeros regresados ante el miedo que están causando por las declaraciones de la periodista Barbara Yates. Comienza la construcción de urbanizaciones para alojar a todos los 4400 que quieran y se interesa especialmente por Lily y su embarazo, hasta el punto de obsesionarse y querer el bebé para él. Cuando Lily y Richard huyen de la urbanización de Collier, él intenta impedírselo, pero al tocar el vientre de Lily, la bebé lo ataca con sus poderes y lo deja muy débil, teniendo ataques nerviosos muy frecuentes.

### Segunda temporada
Collier convence a Richard y a Lily para que vuelvan al centro de los 4400 alegando que al tocar el vientre de Lily sintió algo que le ha hecho cambiar. Más tarde muere a manos de Kyle, que es encarcelado. Sin embargo, en el episodio "Los jefes de mamá" podemos ver a Collier con barba y el pelo más largo, como si hubiera pasado el tiempo.

### Tercera temporada
Collier aparece en el episodio "La mutación de Starzl" durante la boda de Shawn. Cuenta que ha visto el futuro. Con la ayuda del grupo NOVA roba toda la promicina (la sustancia que les ha otorgado los poderes a los 4400) del laboratorio de Dennis Ryland y la suministra entre la gente normal para que desarrolle habilidades sobrehumanas. Jordan Coller cuenta lo que vivió durante su desaparición (una temporada completa). Dice haber caminado mucho y haber visto al mundo nacer y envejecer. El relato de Coller es sin duda una referencia directa a Caín, a quien tras haber pecado, Dios lo castiga con la inmortalidad, condenándolo a vagar por el mundo con una marca en la frente.

## Poderes
Jordan Collier muestra su poder por primera vez en el episodio "La ira de Graham" y consiste en neutralizar la promicina del cuerpo de aquellas personas que hayan obtenido su habilidad inyectándose dicha sustancia.
- Datos: Q968101